# Ozyptila spinosissima
Ozyptila spinosissima là một loài nhện trong họ Thomisidae.
Loài này thuộc chi Ozyptila. Ozyptila spinosissima được Lodovico di Caporiacco miêu tả năm 1934.